# Loyalhanna
Loyalhanna es un lugar designado por el censo ubicado en el condado de Westmoreland en el estado estadounidense de Pensilvania. En el Censo de 2010 tenía una población de 3428 habitantes y una densidad poblacional de 906,41 personas por km².

## Geografía
Loyalhanna se encuentra ubicado en las coordenadas 40°18′52″N 79°21′22″O / 40.31444, -79.35611. Según la Oficina del Censo de los Estados Unidos, Loyalhanna tiene una superficie total de 6.09 km², de la cual 6.09 km² corresponden a tierra firme y (0%) 0 km² es agua.

## Demografía
Según el censo de 2010, había 3428 personas residiendo en Loyalhanna. La densidad de población era de 906,41 hab./km². De los 3428 habitantes, Loyalhanna estaba compuesto por el 98.48% blancos, el 0.55% eran afroamericanos, el 0.12% eran amerindios, el 0.15% eran asiáticos, el 0% eran isleños del Pacífico, el 0% eran de otras razas y el 0.7% pertenecían a dos o más razas. Del total de la población el 0.29% eran hispanos o latinos de cualquier raza.